# 伐楼拿蛸
伐楼拿蛸，八腕目章鱼科双章鱼属的一个种，主要分布于阿拉伯海。